# Eupterote plumipes
Eupterote plumipes är en fjärilsart som beskrevs av Walker 1855. Eupterote plumipes ingår i släktet Eupterote och familjen Eupterotidae. Inga underarter finns listade i Catalogue of Life.